# ボギー台車

ボギー車と単車（二軸車）

ボギー台車（ボギーだいしゃ）とは、車体に対して水平方向に回転可能な装置をもつ台車の総称である。またボギー台車を装備した車両をボギー車と呼ぶ。

## 概要
車体の短い小型車では、車体と2本の車軸を直接サスペンションでつなぐ固定二軸車で対応できたが、次第に大量輸送手段として鉄道が普及してくると、車体長を大型化しても曲線通過に支障がないよう、車体とは独立してある程度回転できる機構を採用した台車が登場した。これがボギー台車である。（ボギーとは低い丈夫な荷車・運搬台車の意味）
ボギー台車の回転軸として、または台車から車体に牽引力を伝えるため、伝統的には中心ピン（心皿）や枕梁（ボルスタ）が設けられていたが、現在では空気ばねの横剛性を利用し、それらを省略して軽量化したダイレクトマウント台車やボルスタレス台車が主流となっている。
ボギー台車には台車の車軸数によって一軸台車から各軸数ごとに種類があるが、二軸ボギー台車が圧倒的多数を占めている。また、重量貨物を積載する大物車には4軸以上のものも存在する。通常は前後に2個装備されるが、軌道検測車や大物車には3個以上のボギー台車を装備するものがある。この場合、中間台車には回転の他、左右動も許されている。
大物車等で4個以上のボギー台車を備える場合、枕枠を介して複層的に連結するものがあり、「複式ボギー」と称する。ボギー台車と固定式の一軸を備えた「片ボギー」と呼ばれる方式も存在する。
また、連接車（特に路面電車）の中には、車輪が車体に固定されており、水平方向の回転は車体そのものが担う例がある。
- 一軸ボギー台車の例：日本国有鉄道（国鉄）レム9000形試作冷蔵車（現在廃車）、樽見鉄道ハイモ180形気動車（LE-Car）
- 二軸ボギー台車の例：国鉄103系通勤電車、国鉄485系特急電車など多数
- 三軸ボギー台車の例：国鉄マイテ49形展望客車、国鉄EF62形直流電気機関車（現在廃車）、国鉄タキ50000形貨車、国鉄タキ64000形貨車
- 四軸ボギー台車の例:米国ユニオン・パシフィック鉄道(UP)のEMD DDA40X形ディーゼル機関車

また、第二次世界大戦以降の航空機においても大きな重量や着陸時の衝撃を複数のタイヤに分散できる事から降着装置の形式として普及している。世界初のジェット旅客機でもあるデ・ハビランド DH.106 コメットを嚆矢として、特に重量のある大型機を中心に多くの機種で採用されている。
負担重量の違いから、主脚と前脚でタイヤの大きさや装着数が異なる場合が多い。

## 特徴
長所
- 車体と独立して回転するため、曲線通過が容易になる。
- 台車間の間隔を広げても曲線通過に支障が出にくいため、車体長を増大できる。
- 二軸車に比べて台車に十分なばねやダンパーを組み込みやすいので、高速走行でも安定しており、乗り心地もよい。
- 車軸数が増えるため、軸重（一軸あたりの荷重）を軽くでき、軌道への負担が少ない。

短所
- 小型化しにくいため、小型車には採用しづらい。
- 単車（二軸車）に比べて構造が複雑で、製造、保守コストがかかる。

現在日本では、二軸車は小型の貨車、旧型レールバスに採用されるのみであるが、ボギー台車は新幹線から路面電車、大型貨車にいたるまで幅広く採用されている。

## ギャラリー

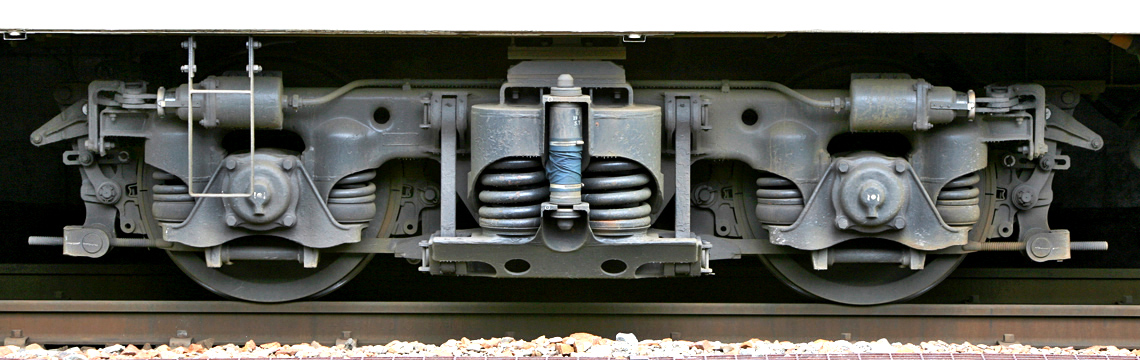
二軸ボギー台車の例（日本国有鉄道DT21B）
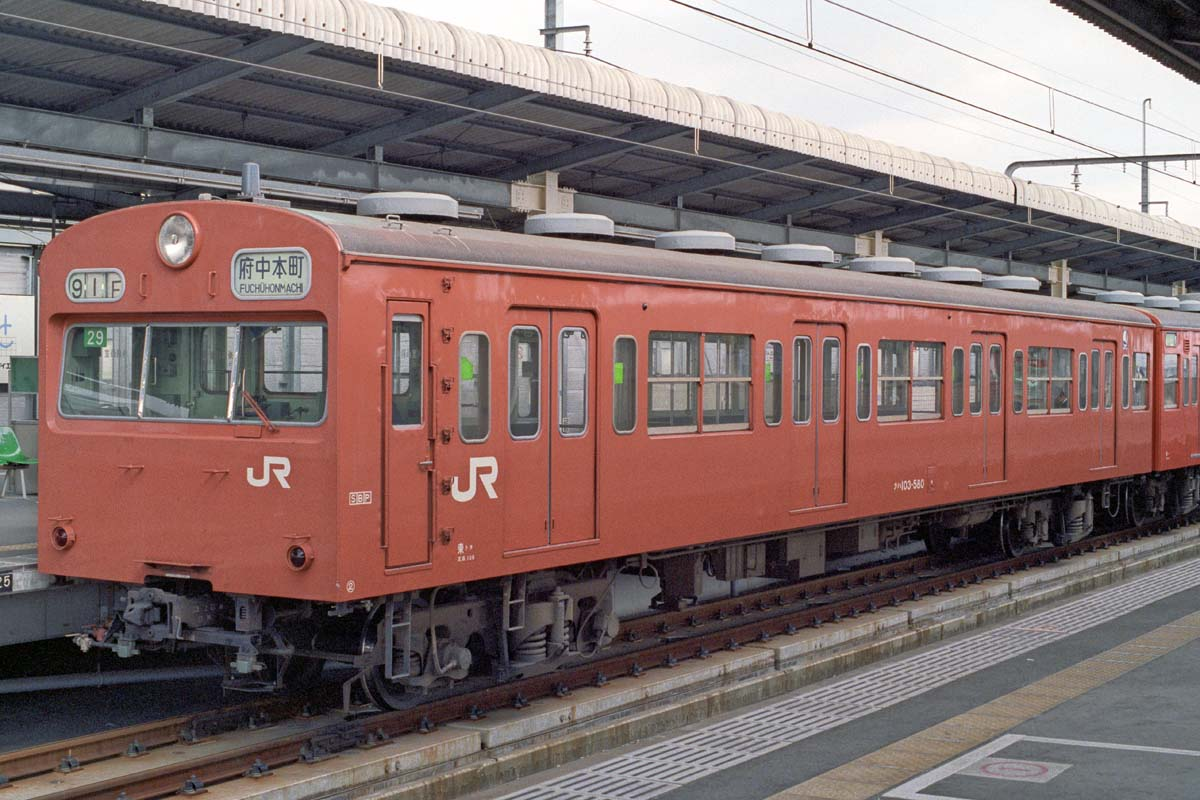
ボギー車の例（日本国有鉄道クハ103形）。車体の前後に2基ボギー台車を備えているのがわかる。
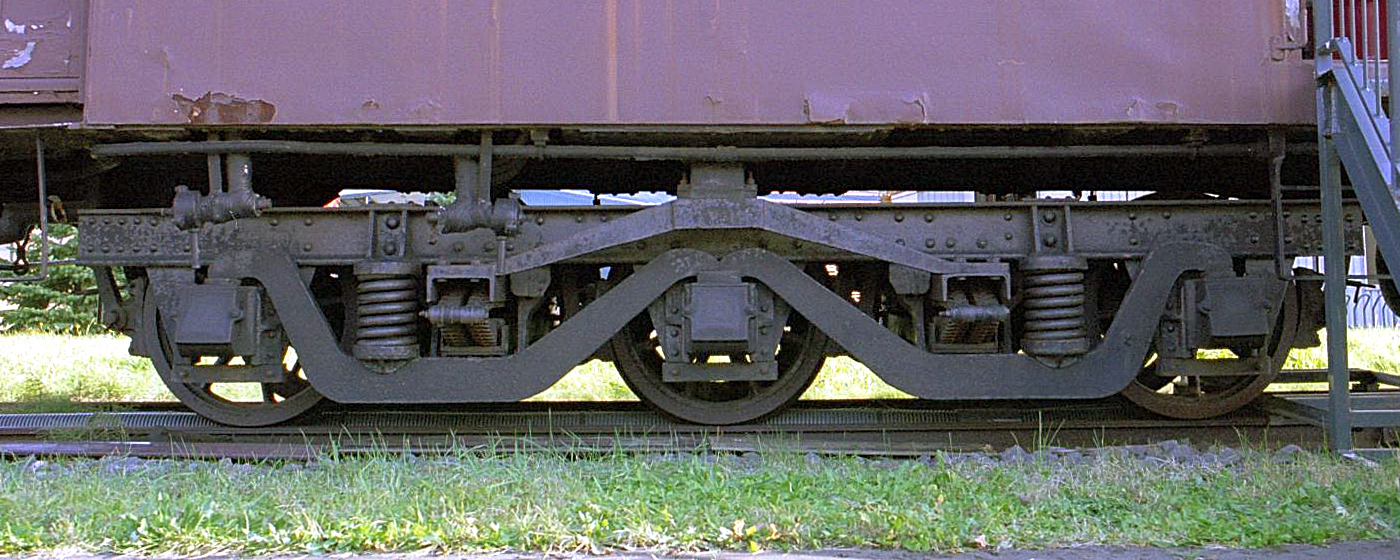
三軸ボギー台車の例 （国鉄TR71形）
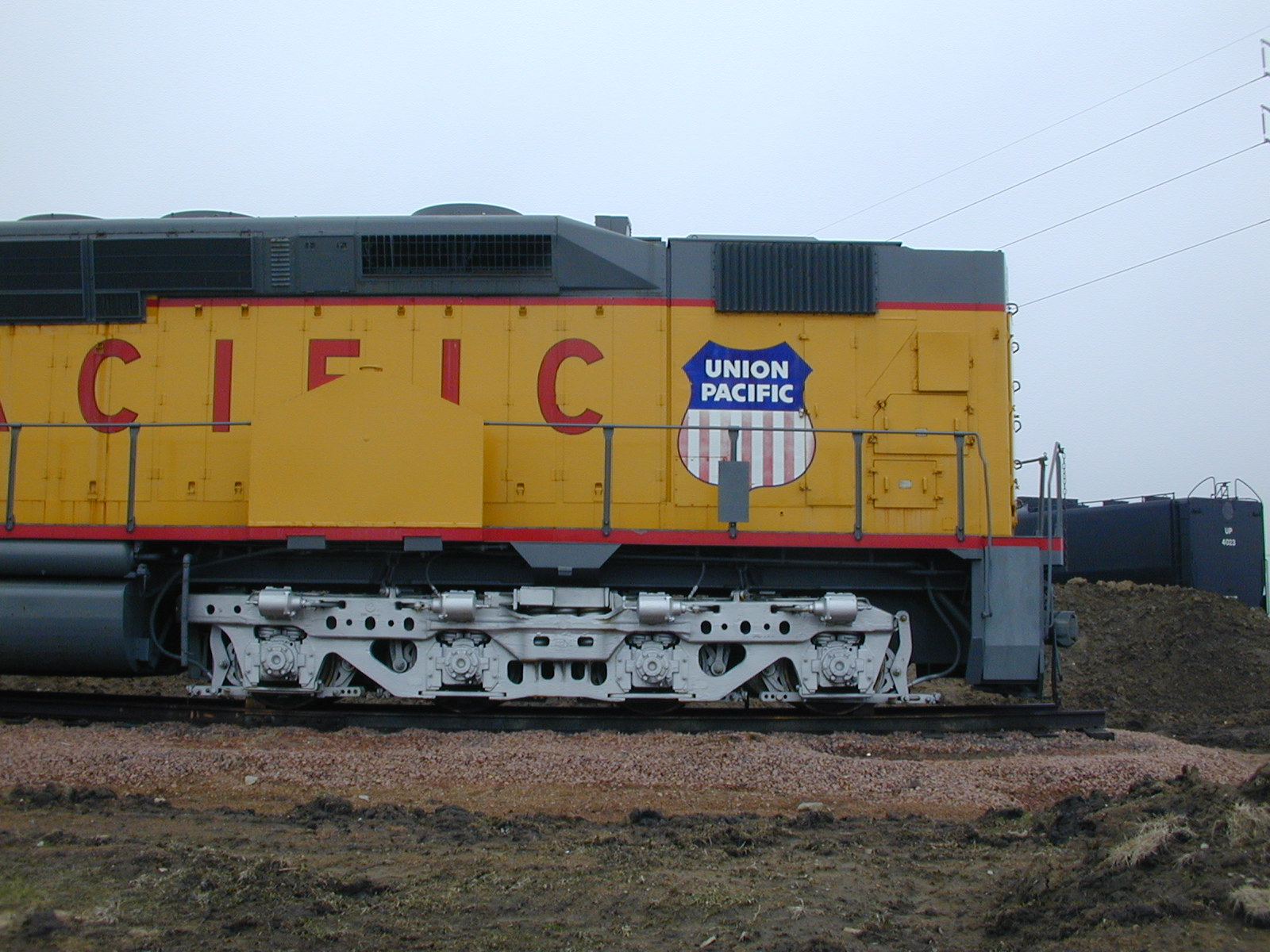
四軸ボギー台車の例 （ユニオン・パシフィック鉄道のDDA40X形ディーゼル機関車のもの）
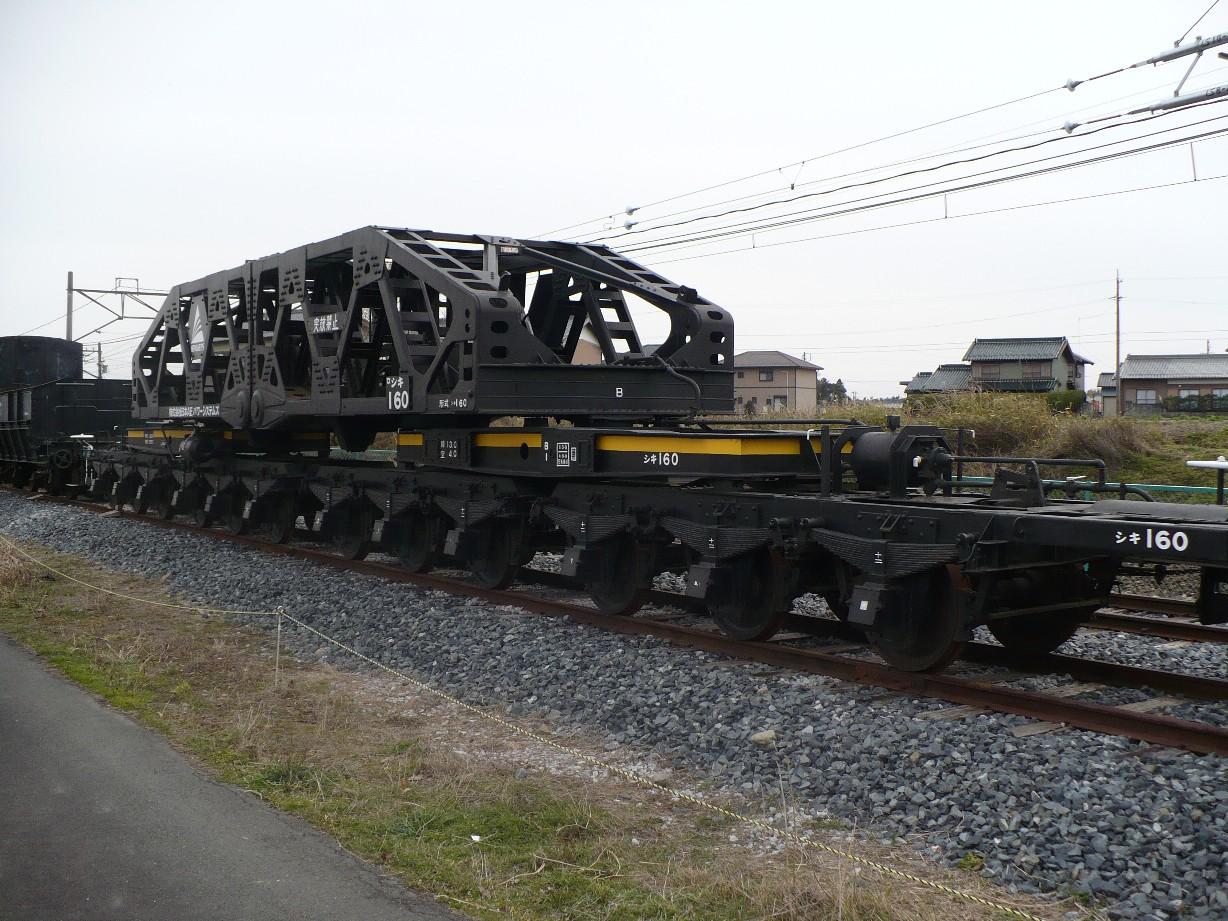
複式ボギーの例（日本国有鉄道シキ160形）。この場合、3-3軸複式ボギーと称する。
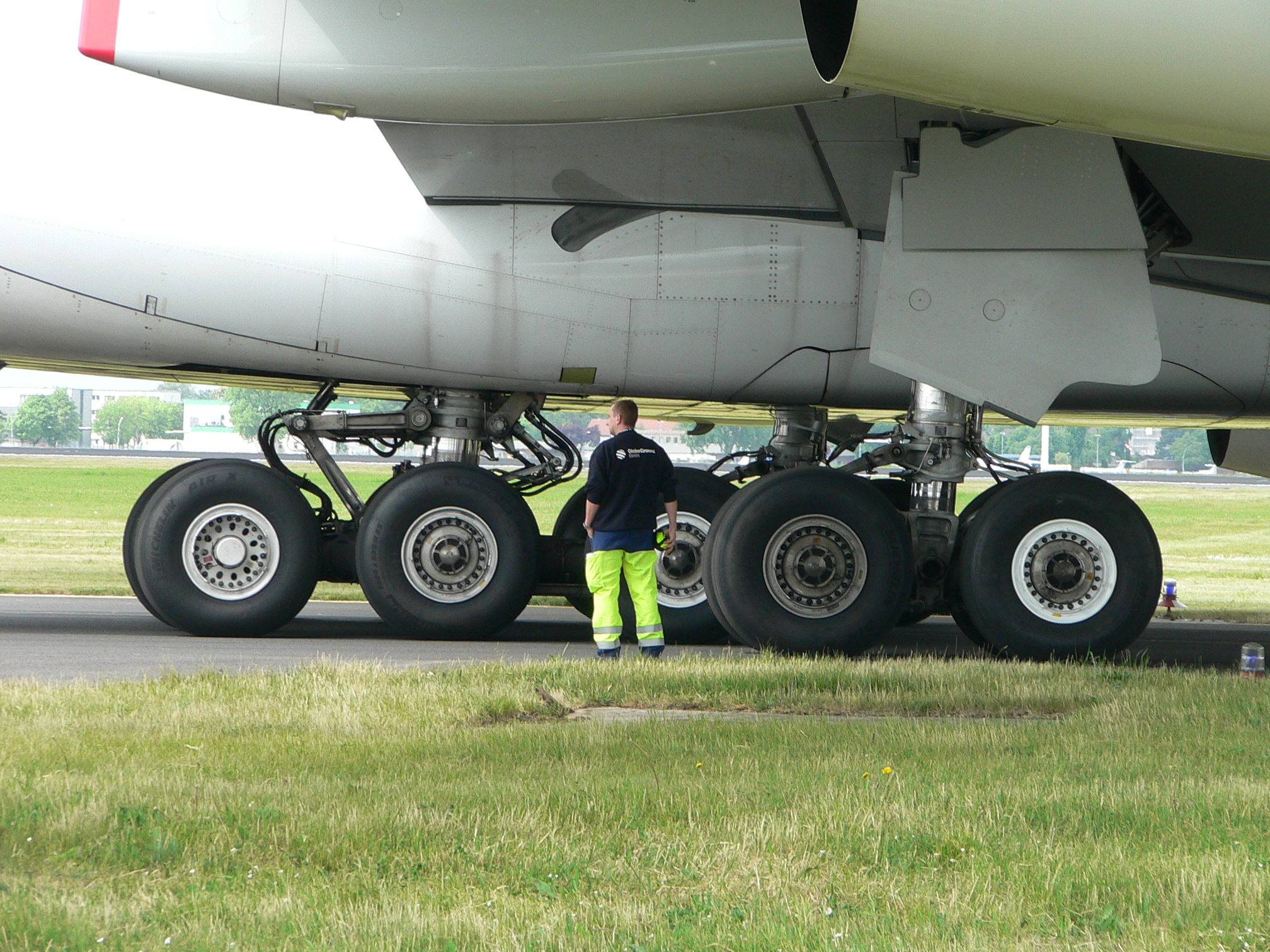
エアバスA380の主脚。中央に立つ人物の右に見えるのが4輪ボギーの主翼主脚、奥に見えるのが6輪ボギーの胴体主脚